# Pancířníci
Pancířníci (Oribatei, Oribatida) jsou malí roztoči, jejichž kutikula je vytvořena ve velké málo členěné „pancířky“. Měří od 0,2 do 1,4 mm. Zatím je popsáno asi 12 000 druhů těchto živočichů, nicméně se předpokládá, že jich existuje asi 60 000 až 120 000.

## Rozšíření
Vyskytují se celosvětově prakticky ve všech typech půd nebo i v nárostech na skalách a kmenech stromů. Podmínkou výskytu pancířníků je pouze minimální obsah organické hmoty v substrátu. Některé druhy preferují suchou půdu, jiné vlhkou či dokonce trvale podmáčenou. V jednom metru čtverečním lesní padanky může žít až 500 000 jedinců z více než 100 druhů těchto členovců.

## Ekologie
Jejich metabolismus je poměrně pomalý a vývoj rovněž. Procházejí obvykle sedmi vývojovými stádii: vajíčko, předlarva, larva, tři stádia nymfy, dospělec. Všechna stádia počínaje larvou se živí rozličným organickým materiálem: živými i mrtvými rostlinami, lišejníky, houbami a mršinami. Některé druhy jsou aktivními lovci. Sami bývají hostiteli různých parazitických červů.

### Význam
Pancířníci jsou nejběžnější půdní členovci, a představují důležitou součást detritového potravního řetězce. Podílejí se přímo nebo nepřímo na všech hlavních procesech probíhajících v půdě: na koloběhu živin, šíření hub a minerálních látek v půdě. Významná je jejich role v koloběhu fosforu, dusíku a vápníku v půdě.